# Шукевич Юрій Володимирович
Шукевич Юрій Володимирович (9 липня 1949, Київ) — український педагог, Заслужений працівник освіти України, з 2014 по 2019  рік член колегії Міністерства освіти і науки та науково-експертної ради Державної інспекції навчальних закладів, з 2019 року заст.голови громадської ради Державної служби якості освіти України. Автор 55 наукових робіт та понад 130 публікацій у педагогічній пресі (більшість з яких у виданнях "Шкільного світу"), майстер спорту з легкої атлетики, 14-разовий переможець чемпіонатів світу та Європи для ветеранів легкої атлетики. Директор Фінансового ліцею (1995-даний час). 

## Біографія
Ю. В. Шукевич народився 9 липня 1949 року в місті Київ. У 1966–1972 роках навчався у Національному технічному університеті «КПІ» за спеціальністю «гідроакустика». У 2017 році отримав також вищу педагогічну освіту за спеціалізацією "Управління навчальним закладом".
У 1972–1987 роках працював інженером, науковим співробітником у НВО «Славутич» Мінсудпрому СРСР, був виконуючим обов'язки начальника сектора. У 1987–1992 роках — заступник голови профспілкового комітету НВО «Славутич»
З 1992 по 1993 рік викладав математику та інформатику в загальноосвітній школі № 24 в Києві. У 1993–1995 роках — вчитель, заступник директора Технічного ліцею Шевченківського р-ну. м. Києва
З 1995 року обіймає посаду директора Фінансового ліцею м. Києва. Заслужений працівник освіти України ( 2015 рік). Нагороджений Почесною грамотою Кабінету міністрів України (2019 рік). Галузеві відзнаки "Відмінник освіти", "Василь Сухомлинський".
Протягом 2014-2016 головний редактор журналу "Директор школи.Шкільний світ"

## Спортивна діяльність
У 1975 році отримав звання майстра спорту СРСР (потрійний стрибок — 16,12 м). З 2001 року є членом Асоціації ветеранів легкої атлетики України, рекордсмен України серед ветеранів з потрійного стрибка та стрибків у довжину.

### Спортивні досягнення
- 2002 — ІІІ місце на XIII чемпіонаті Європи з потрійного стрибка (Німеччина, Потсдам);
- 2004 — І місце на XIV чемпіонаті Європи з потрійного стрибка, ІІІ місце стрибки у довжину (Данія, Аргус)
- 2005 — І місце на IV чемпіонаті Європи у закритих приміщеннях з потрійного стрибка, ІІ місце — стрибки у довжину (Швеція, Ескільстуна)
- 2006 — ІІ місце на II чемпіонаті Світу у закритих приміщеннях — потрійний стрибок (Австрія, м. Лінц); ІІІ місце на XV чемпіонаті Європи — потрійний стрибок (Польща, м. Познань)
- 2007 — ІІІ місце на XVII чемпіонаті Світу — потрійний стрибок (Італія, м. Мізано-Адріатіко)
- 2008 — ІІІ місце на ІІІ чемпіонаті Світу — потрійний стрибок (Франція, м. Клермон-Феран)
- 2010 — І місце на XVII чемпіонаті Європи — потрійний стрибок (Угорщина, м. Ньїредьхаза)
- 2011 — ІІ місце на чемпіонаті Світу — потрійний стрибок (США, м. Сакраменто)
- 2013 — III місце на чемпіонаті Європи — потрійний стрибок (Іспанія, м. Сан-Себастіан)
- 2013 — II місце на чемпіонаті Світу — потрійний стрибок (Бразилія, м. Порту-Алегрі)[1]

## Наукові праці та публікації

### У галузі прикладної математики
1. «Про обчислення многомірних перетворень Фур'є» (співавт.). Тези доповідей на семінарі «Прилади та методи спектрального аналізу електричних сигналів», Товариство «Знання» УРСР, Київ — 1975.
2. «Експериментальна перевірка частотного методу формування статичного віяла характеристик направленості лінійної антени» (співавт.), «Питання кораблебудування», с. «Спец. гідроакустика», Київ — 1981.
3. «Про цифрове гетеродування в системах обробки сигналів» (співав.), «Акустика та ультразвукова техніка», вип..17, «Техніка», Київ — 1982.
4. «Фазочасовий метод просторової обробки сигналів» (співавт.), «Питання кораблебудування», с. «Спец. гідроакустика», вип. 38, ЦНДІ «Румб», Київ — 1982.
5. «Избирательность и помехоустойчивость системы пространственной обработки ранговой информации» (співавт.), «Питання кораблебудування», с. «Спец. гідроакустика», вип. 40, ЦНДІ «Румб», Київ — 1982.
6. «Результати експериментальних досліджень ревербераційної завади з дальньої зони акустичної освітленості» (співавт.), «Питання кораблебудування», с. «Спец. гідроакустика», вип. 42, ЦНДІ «Румб», Київ — 1983.
7. «Про залежність результатів спектральної обробки від початкової фази сигналу» (співав.) «Акустика та ультразвукова техніка», вип..18, «Техніка», Київ — 1983.
8. «Помехоустойчивость системы временной обработки ранговой информации». Збірник тез доповідей на VI науково-технічній конференції «Дослідження шляхів підвищення ефективності радіоелектронних систем ВМФ» Мін. оборони СРСР, в/ч 10723, Ленінград — 1983.
9. «Експериментальний макет цифрового приймального тракту» (співавт.). Тези доповідей на IV міжгалузевій науково-технічній конференції по засобам обробки гідроакустичної інформації, Київ — 1983.
10. «Нелінійність процедури перетворення інформації в рангову форму» (співавт.). «Радіотехніка», № 4, Москва — 1983.
11. «Імовірнісні характеристики випадкових процесів, представлених в ранговій формі». «Суднобудування», № 4, Москва — 1983.
12. Авторське свідоцтво 144054 «Спосіб обробки ехосигналів» (співав.) Заяв. № 2261922 від 30.07.79р.
13. Авторське свідоцтво 177859 «Спосіб обробки широкополосних сигналів» (співав.). Заяв. № 30138 64/09 від 13.03.81р.
14. Авторське свідоцтво 178083 «Спосіб просторової обробки сигналів» (співав.). Заяв. № 30237 66/40 від 27.07.81р.

### У галузі освіти
1. «Прогнозування успішності навчання учнів за результатами психологічного тестування» (співавт.) // «Педагогіка і психологія» № 2, Київ — 1996; № 2, Київ — 1997.
2. «Автоматизированная диагностика персонала в сфере менеджмента и бизнеса» (співавт.) // «Практична психологія та соціальна робота» № 2, Київ — 1999.
3. «Система економічної освіти у Фінансовому ліцеї м. Києва». // Збірник наукових праць «Педагогічні інновації: ідеї, реалії, перспективи» (Міносвіти та науки, Академія педагогічних наук), Київ — 2000.
4. «Елементи системи економічної освіти Фінансового ліцею м. Києва». // «Географія та основи економіки в школі» № 4, Київ — 2000.
5. «Шляхи формування основ економічної компетентності учнів спеціалізованих шкіл». // Збірник наукових праць «Педагогічні інновації, ідеї, реалії, перспективи», «Логос», Київ — 2001.
6. «Роль адміністрації школи в організації ефективної взаємодії з батьківською та учнівською громадськістю». // «Директор школи, ліцею, гімназії» № 3, Київ — 2001.
7. «Формування компетентності ліцеїста. Стратегія і тактика». // «Директор школи, ліцею, гімназії» № 5—6, Київ — 2001.
8. «Профілізація освіти в умовах Фінансового ліцею» // «Директор школи, ліцею, гімназії» № 4, Київ — 2004.
9. «Про стратегію і тактику формування компетентної особистості ліцеїста». // «Директор школи, ліцею, гімназії» № 1, Київ — 2005.
10. «Виховання по-директорськи». // «Директор школи, ліцею, гімназії» № 2, Київ — 2006.
11. «Компьютерная иридодиагностика в контексте валеологизации школьного образования»(співав.) // Збірник доповідей міжнародного конгресу «Единый мир — здоровый человек», Симферополь — 2004.
12. «Елементи благодійності повинні проникати в душу майбутніх бізнесменів». // газета «Милосердя» № 8, Київ —1996.
13. «Як готувати учнів до ліцею». // газета «Освіта України» № 38, Київ — 1997.
14. «Фінансовий ліцей: власними силами та тверезим розрахунком». // газета «Освіта» № 70—71, Київ — 1997.
15. «Платна освіта в школі: плюси і мінуси». // газета «Шкільний світ» № 7, Київ — 1997.
16. «Фінансовий ліцей». // газета «Київ Шевченківський», № 8, 9, Київ — 1999.
17. «Юридична та економічна культура сучасного вчителя». //газета «Директор школи» № 8, Київ — 2000.
18. «Нові педагогічні реалії — погляд у майбутнє» // газета «Директор школи» № 11, Київ — 2000.
19. «К барьеру. Платное и бесплатное образование» // газета «Киевский телеграф», № 4, Київ — 2000.
20. «Школа, яка дарує щастя» // газета «Київ Шевченківський» № 6, Київ — 2000.
21. «Нові тенденції у шкільній освіті» // газета «Київ Шевченківський» № 5, Київ — 2001.
22. «Фінансовий ліцей на шляху до профільної інтеграції», «Формування компетентної особистості ліцеїста» // газета «Завуч» № 14, Київ — 2002.
23. «Формування в учнів основ економічної компетентності» // газета «Директор школи» № 18, Київ — 2002.
24. «Концепція неперервної економічної освіти» // газета «Завуч» № 16, Київ — 2002.
25. «Чи реформується українська школа?» // газета «Завуч» № 28, Київ — 2002.
26. «Верховна рада та й годі» // газета «Завуч» № 34, Київ — 2002.
27. «Про державні пріоритети» // газета «Завуч» № 1, Київ — 2003
28. «Про ліцеї, гімназії… і не тільки» // газета «Завуч» № 4, Київ — 2003.
29. «Свято, яке нікого не залишає байдужим» // газета «Завуч» № 7, Київ — 2003.
30. «Шкільні реформи без фінансування» // газета «Завуч» № 8, Київ — 2003.
31. «Віртуальна освіта» // газета «Завуч» № 11, Київ — 2003.
32. «Про безкоштовну освіту» // газета «Завуч» № 14, Київ — 2003.
33. «Чи потрібен класний журнал» // газета «Завуч» № 16, Київ — 2003.
34. «Шляхи фінансування шкіл: реалії та перспективи» // газета «Завуч» № 25, Київ — 2003.
35. «Щодо перевірок шкіл у Голландії» // газета «Завуч» № 26, Київ — 2003.
36. «Профілізація освіти у середній школі» // газета «Завуч» № 29, Київ — 2003
37. «Батьки і діти — давня проблема у сучасному забарвленні» // газета «Завуч» № 30, Київ — 2003.
38. «То що важливіше — права чи знання?» // газета «Вечірній Київ» № 160, Київ — 2003.
39. «Євростандарти… та ДПЮ» // газета «Завуч» № 4, Київ — 2004.
40. «Щодо рівних прав на якісну шкільну освіту» // газета «Завуч» № 5, Київ — 2004.
41. «Директор ліцею: вимоги та можливості» // газета «Шкільний світ» № 11, Київ — 2004
42. «Кар'єра і доля директора школи» (співавт.) // газета « Директор школи» № 20, Київ — 2004
43. «Соціальний статус учителя» // газета «Завуч» № 28, Київ — 2004
44. «Правоохоронні органи в школі» // газета «Завуч» № 25, Київ — 2004
45. «Громадські організації у школі» // газета «Завуч» № 30, Київ — 2004
46. «Навіщо батьки віддають дітей до школи, і чого від школи чекає держава?» // газета «Завуч» № 29, Київ — 2004
47. «Жіноча професія — директор школи» // газета «Завуч» № 36, Київ — 2004
48. «Директор школи — політична фігура» // газета «Завуч» № 1, Київ — 2005
49. «Шкільна освіта — погляди з позицій ринкової економіки» // газета «Завуч» № 35, Київ — 2004
50. «Пенсійний вік учителя» // газета «Завуч» № 3, Київ — 2005
51. «Як учителю прожити до сімдесяти років (роздуми небайдужого спостерігача)» //газета «Завуч» № 4, Київ — 2005
52. "Директор школи у великому спорті"газета «Завуч» № 6, Київ — 2005
53. «Яких змін чекає школа?» (відкритий лист директорам шкіл України — чоловікам) // газета «Завуч» № 5, Київ — 2005
54. «Навіщо казати правду?» // газета «Завуч» № 11, Київ — 2005
55. «Наша політика — шкільна освіта» // газета «Директор школи» № 12, Київ — 2005
56. «Я не розумію» // газета «Завуч» № 12, Київ — 2005
57. «Чи розуміємо ми шкільну освіту» // газета «Завуч» № 14, Київ — 2005
58. «Особистісно-орієнтований підхід у управлінні ліцеєм» // газета «Директор школи, ліцею, гімназії» № 3, Київ — 2005
59. «Наукові засади інноваційної діяльності профільного навчального закладу» // газета «Директор школи» № 48, Київ — 2004
60. «Організаційно — методичне забезпечення реалізації інноваційного проекту у Фінансовому ліцеї» // газета «Директор школи» № 1, Київ — 2005
61. «Основні вимоги до управління ліцеєм в умовах реалізації інноваційного проекту» // газета «Директор школи» № 3, Київ — 2005
62. «Про почуття особистої гідності молодого вчителя» // газета «Завуч» № 28, Київ — 2005
63. «Рейтингова система оцінювання учнів Фінансового ліцею» (співавт.) // газета «Завуч» № 5, Київ — 2005
64. «За якісну освіту не треба багато платити» // газета «Завуч» № 29, Київ — 2005
65. «Шкільна освіта повинна заробляти гроші» // газета «Завуч» № 30, Київ — 2005
66. «Про статус російської та інших недержавних мов» // газета «Завуч» № 31, Київ — 2005
67. «Незалежне зовнішнє тестування — коли і як?» // газета «Завуч» № 1, Київ — 2006
68. «Про європейські наміри та неєвропейські звички» // газета «Завуч» № 36, Київ — 2005
69. «Модернізація освітнього простору в ліцеї економічного профілю» (співав.), науково-методичний посібник, «Логос», Київ — 2004.
70. «За подвійними стандартами» // газета «Завуч» (в редакції).
71. «Бути чи не бути, або Життя за покликанням» // газета «Завуч» № 8, Київ — 2006
72. «Економіка шкільної освіти» // газета «Завуч» (в редакції).[недоступне посилання з серпня 2019]
73. «Привід» корупції в освіті" // газета «Завуч» № 7, Київ — 2006
74. «С Новым годом!» // газета «Завуч» № 27, Київ — 2006.
75. «Герої або непрозорі корупціонери» // газета «Завуч» № 6, Київ — 2006
76. «Як правильно жити в цьому світі?» // газета «Завуч» № 32, Київ — 2005
77. «Яким є шлях до справді демократичної країни європейського типу» // газета «Завуч» № 4, Київ — 2006
78. «Власним прикладом і не тільки» // журнал «Основи здоров'я та фізична культура», № 3, Київ — 2006
79. «Благодійний фонд. Створення та легалізація» // газета «Директор школи» № 19, Київ — 2006
80. «Директор школи як ефективний лідер» // газета «Директор школи» (в редакції).
81. «Чи потрібні українцям європейські цінності?» // газета «Завуч» №"26, Київ — 2006
82. «Пряме фінансування школи» // газета «Управління освітою» № 6, Київ — 2006.
83. «Прозорий та легалізований кошторис — що це?» // газета «Управління освітою» № 8, Київ — 2006.
84. «Фізична культура у школі — господиня чи попелюшка?» // газета «Урядовий кур'єр» № 120, Київ — 2006
85. «Не хлібом єдиним» // газета «Завуч» № 25, Київ — 2006
86. «Київ — не Європейська столиця» // газета «Завуч» № 27, Київ — 2006
87. «Інтегрована система навчання у Фінансовому ліцеї» // Навчально-методичний посібник (співавтор), Київ — 2006 р.
88. «Шкільний бюджет. Сподівання, реалії та перспективи». Збірник матеріалів Всеукраїнського семінару «Економіка освіти та освітня діяльність», Полтава — 2006.
89. «Неупередженим поглядом» Нариси про шкільну освіту. // «Факт», Київ — 2006.
90. «У полоні ілюзій» // газета «Урядовий кур'єр», І № 197, Київ — 2006.
91. «Удосконалюйся, вчителю» // газета «Завуч» № 30, Київ — 2006.
92. «Виховувати повагу до професії» // газета «Завуч» № 33, Київ — 2007.
93. «Про екологічну культуру і не тільки» // газета «Завуч» № 31, Київ — 2006.
94. «Про назви, лозунги та здоровий глузд» // газета «Завуч» № 14, Київ — 2007 р.
95. «Економіка школи: пошук світла в тунелі безнадії» // «Директор школи. Шкільний світ» № 1, Київ — 2007, «Директор школи, ліцею, гімназії» № 1—2, Київ — 2007; газета «Дзеркало тижня» № 21, Київ — 2006.
96. «Діти дітей диктатури пролетаріату» // газета «Завуч», № 13. — 2007 р., «Директор школи. Шкільний світ» № 2, Київ — 2007
97. «Благодійний фонд школи: створення і функціонування. Матеріали майстер-класу» // газета «Завуч» № 7, Київ — 2007 р.
98. «Про економіку шкільної освіти» // Всеукраїнська експертна мережа, Київ, «Адер-Україна», 2006/1.
99. «Чи існує в Україні демократична школа» // «Директор школи. Шкільний світ» № 9, Київ — 2007.
100. «Особливості національного виховання» // газета «Завуч» № 25, Київ — 2007 р.
101. «Здирництво чи школа виживання» // газета «Завуч» № 26, Київ — 2007 р.
102. «Про соціальні статуси двірника та вчителя» // газета «Завуч» № 2, Київ — 2007 р.
103. «Чого чекати від влади у сфері освіти» // газета «Завуч» № 11, Київ — 2008 р.
104. «Економіка школи: прозоро, чесно, легально» // газета «Дзеркало тижня» № 38, Київ — 2008 р.
105. «Пряме фінансування шкіл згідно з нормативами: кошти ідуть за учнем» журнал «Директор школи, ліцею, гімназії» № 2, Київ —2008 р. «Школа і фінанси»(Бібліотека директора школи), стор. 7—8, 22—40, 73—78, «Шкільний світ», Київ — 2008 р.
106. «Школа виживає або наживається?» // газета «Завуч» № 34, Київ — 2008р
107. «Так не буває, або європейська казка» // газета «Завуч», № 28, Київ — 2009 р.
108. «Імідж школи» // газета «Завуч» № 10, Київ — 2009 р.
109. «Директор школи та влада» // «Директор школи. Шкільний світ» № 1, Київ — 2009 р.
110. «Шкільний бюджет у сучасних умовах» (під ред.) // «Факт», Київ — 2009 р.
111. «Виховання підлітків — національні особливості» // газета «Завуч», № 26, Київ — 2009 р.[недоступне посилання з серпня 2019]
112. «На шляху до ефективного фінансово-економічного механізму школи» // газета «Завуч» (в редакції).
113. «Навіщо школі самостійність?» // газета «День», № 227, Київ — 2009 р.
114. «Від „тіньової“ економіки виживання до ефективного фінансово-економічного механізму школи» // «Біла книга національної освіти. Сили змін та вектори руху до нової освіти України», стор. 37—38. Міжнародний освітній фонд «Україна 3000» — 2009 р.
115. «Ліцей як середовище успіху». Виступ на Міжнародному форумі «Акмеологія — наука XXI століття: теоретико-практичний аспект», 15—17 лютого 2010 р., Київ
116. «Як змінилися школярі за останні 25 років?» // газета «Завуч» № 5, Київ — 2010 р.
117. «Перевірка знань при вступі до школи — добре це чи погано?» // «Директор школи. Шкільний світ» № 10, Київ — 2010
118. «Держава, холодна до своїх дітей» // газета «Завуч», 2010 р., в редакції
119. "«Їх звичаї, або корупція по-канадськи» // газета «Завуч» № 32, Київ—2010[недоступне посилання з серпня 2019]
120. «Верховна Рада — така Верховна і така Рада…» // газета «Завуч» № 3, Київ — 2011
121. «Як ми вміємо цукерку перетворити на лайно та навпаки» // газета «Завуч» № 109, Київ — 2011 р.
122. «Шкільний бюджет» // «Постметодика», Полтава — 2011 р., в редакції
123. «Школи на самофінансуванні — альтернатива безоплатній неякісній освіті» // «Директор школи. Шкільний світ» № 4, Київ — 2011 р
124. «Прошу згадати елементарну арифметику» // газета «Завуч», 2011 р., в редакції
125. «Безглузда небезпека по-українськи» // газета «Завуч» № 5, Київ—2011
126. «Фактори створення небезпечного середовища у школі» // газета «Завуч» № 6, Київ—2011